# Arón Torres
Arón Douglas Torres Morales (Lima, 24 de abril de 1997-Lima, 18 de septiembre de 2023) fue un futbolista peruano. Jugaba como extremo y su último equipo fue el Unión Comercio.

## Trayectoria
| Club                    | País | Competición                    | Años      |
| ----------------------- | ---- | ------------------------------ | --------- |
| Esther Grande de Bentín | Perú | Copa Federación                | s/d       |
| Universitario (Reserva) | Perú | Torneo de Promoción y Reservas | s/d-2015  |
| Cienciano               | Perú | Torneo Descentralizado         | 2016      |
| Sport Boys              | Perú | Torneo Descentralizado         | 2017-2018 |
| Deportivo Municipal     | Perú | Liga 1                         | 2019-2020 |
| Sport Chavelines        | Perú | Liga 2                         | 2021      |
| Unión Comercio          | Perú | Liga 2                         | 2022      |

## Palmarés
| Torneo | Clasificación | Club             | País | Año  |
| ------ | ------------- | ---------------- | ---- | ---- |
| Liga 2 | Campeón       | Sport Boys       | Perú | 2017 |
| Liga 2 | Subcampeón    | Sport Chavelines | Perú | 2021 |
| Liga 2 | Subcampeón    | Unión Comercio   | Perú | 2022 |

## Fallecimiento
El 18 de septiembre de 2023 se conoció que Arón Torres falleció, a los veintiséis años, debido a la insuficiencia renal crónica que le había sido diagnosticada en septiembre de 2022.